# Questa notte è ancora nostra
Questa notte è ancora nostra è un film del 2008 diretto da Paolo Genovese e Luca Miniero.

## Trama
Massimo è un impresario di pompe funebri e leader di una rock band in cerca di successo. Un giorno conosce Jing, ragazza cinese. La band di Massimo ha bisogno di una brava cantante cinese, altrimenti non verrà scritturato loro il contratto con un noto produttore. Convincere Jing a entrare nel gruppo non sarà un'impresa facile; servirà una geniale idea da parte di Andrea, amico e collega di Massimo, per convincerla: farle la corte e convincerla a cantare. Ma i problemi non finiranno lì poiché i genitori della ragazza hanno grossi problemi economici. Per pagare un grosso debito, infatti, la famiglia di Jing vuole far sposare la ragazza con il nipote dell'uomo con cui hanno il debito. Così la ragazza, aiutata dall'amica Maria, inventerà una storia che racconterà alla sua famiglia per non sposarsi ovverosia che Massimo è il suo ragazzo. Alla fine Jing e Massimo supereranno il finto affetto dovuto al bisogno dell'altro, o nella band o come finto ragazzo e si ameranno l'un l'altra di un amore vero.

## Produzione
Il film è prodotto da Italian International Film e Walt Disney Studios Motion Pictures Italia.
Il titolo è tratto da una strofa della canzone di Antonello Venditti Notte prima degli esami. Il cantautore romano è stato fortemente contrariato per il riferimento nel titolo al suo brano senza che lo stesso fosse interpellato.